# 国際犯罪
国際犯罪（こくさいはんざい）とは犯罪を指す用語であるが多義的かつ複雑な概念であり、この用語の統一的な意味は定まっていない。適用される法規ごとに大きく二つに分けて論じることができる。ひとつは、元来国内法上の犯罪行為に過ぎなかったものが犯人の国外逃亡などの理由で国際性を帯びた犯罪であり、これを「渉外性を持つ犯罪」といい、国際犯罪といわれるものの中で最も伝統的な類型であるが、国際法における狭義の「国際犯罪」の用語からは除外されることが一般的である。もうひとつは「国際法上の犯罪」といい、これはさらに犯罪の追及に各国の国内法の介在が必要とされる「諸国の共通利益を害する犯罪」と、訴追・処罰が直接的に国際法に準拠し国際機関が行う「国際社会全体の名において処罰される犯罪」とにわけることができる。さらに、以上に述べたものは個人の国際犯罪であるが、国家の国際違法行為の中にもその重大性にかんがみ通常の国家責任とは異なる国家の刑事責任が問われるべき国際犯罪を構成するとする見解もあるが、2001年に国連国際法委員会が作成した国家責任条文からは1996年の条文案に見られた「国家の国際犯罪」の概念は削除されている。

## 渉外性を持つ犯罪
「渉外性を持つ犯罪」は、元来国内法上の犯罪に過ぎなかった行為が国際的な関連を持つことで、複数の国の刑法と管轄権に関わることになるものをいい、「外国性を持つ犯罪」ともいう。国際犯罪の中でも最も伝統的な類型であるが、国際法における国際犯罪の定義からは除外されることが一般的である。例えば国外犯や国外逃亡、共犯関係や証拠が国外にある場合に、関係国の間で捜査協力、司法共助、犯罪人引渡しなどの措置をとる必要が生ずれば「渉外生を持つ犯罪」に分類される。各国ごとに異なる警備の程度や経済格差、国外犯に関する規定の違いなどに付け込み、犯罪の計画・準備・着手など犯罪の各段階を都合が良いと考えられる国を選び振り分けることで、当局の追及を逃れようとすることは少なくない。しかしこうした犯罪は、複数国の刑法で同一に犯罪とされ競合が生じる場合には国際法が手続き面で関係することはありうるが、外国性をともなったものとはいえ基本的には特定国の国内法上の犯罪であり、その取り締まりについて他国が協力すべき範囲は限られている。具体的には、国際刑事警察機構を通じた捜査協力、令状の送達、証拠調査、国際司法共助、犯罪人引渡しなどが行われる。

## 国際法上の犯罪
国際法において国際犯罪について述べる場合、前記の「渉外性を持つ犯罪」を除外した「国際法上の犯罪」だけが扱われる。「国際法上の犯罪」とは、犯罪の要件を決定する枠組みや訴追・処罰といった刑事管轄権の配分・帰属が、国際法（慣習国際法または条約）に準拠して定められる犯罪である。この「国際法上の犯罪」はさらに、刑事責任の追及が国際法を受容した各国の国内法を介在してなされるか、直接国際法に準拠するか、によって分類される。前者は「諸国の共通利益を害する犯罪」、後者は「国際社会全体の名において処罰される犯罪」という。

### 諸国の共通利益を害する犯罪

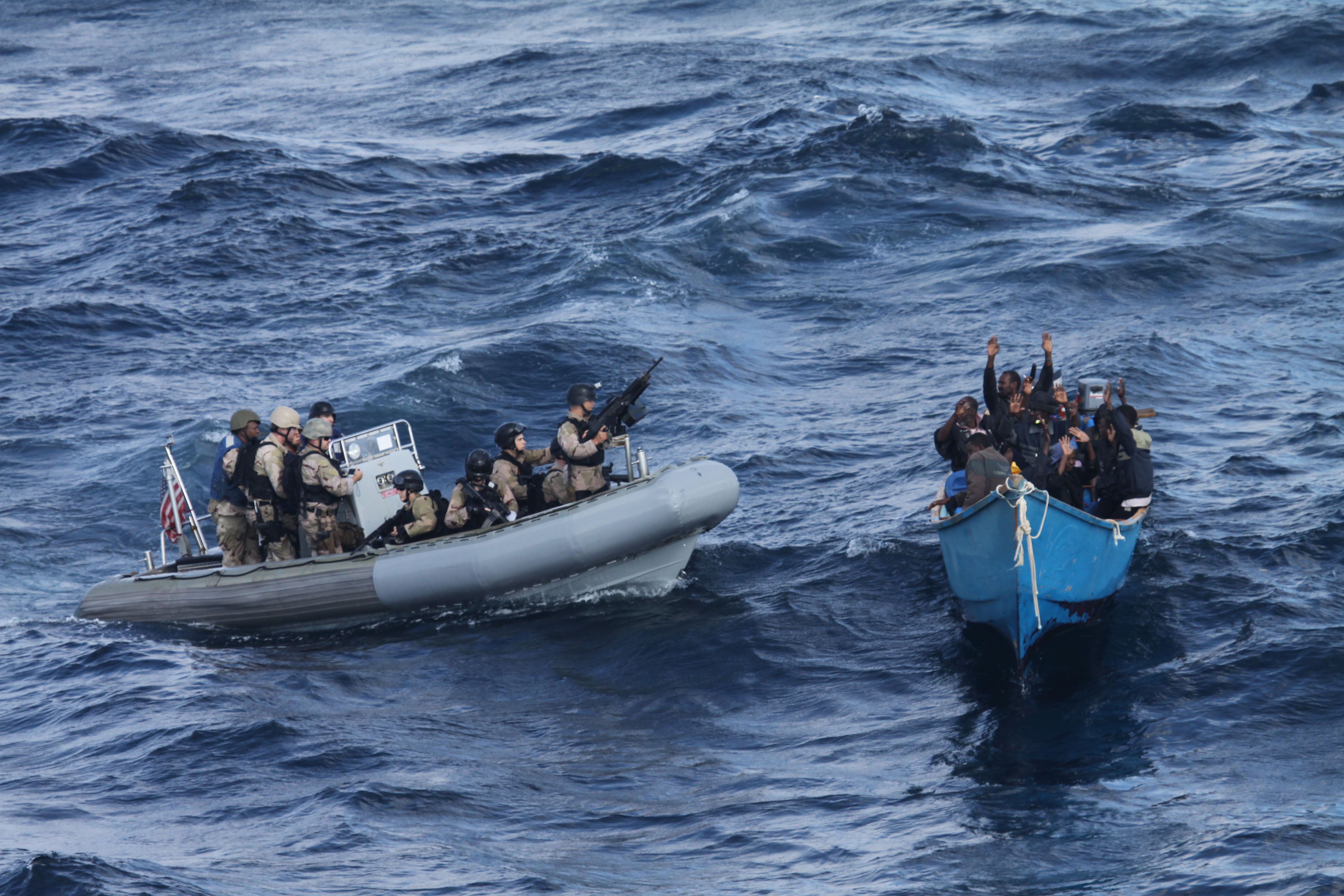
アデン湾で海賊行為の疑いで船舶に接近するアメリカ海軍の船舶。海賊行為に対しては古くからすべての国に処罰する管轄権が認められてきた。

多くの国々にとって共通に法益を侵害する行為であるため、条約や慣習国際法といった国際法により処罰すべき行為と定められていて、これを受けて各国が国内法を制定しこれにより処罰される犯罪を「諸国の共通利益を害する犯罪」と言う。例えば海賊行為、奴隷取引、麻薬・向精神剤取引、海底電線損壊といった海上犯罪（国連海洋法条約第7部）、戦争の法規慣例違反、戦争犠牲者保護条約の重大な違反行為の処罰（第1条約第49条、第3条約第129条）、特定生物種の取引・捕獲の取り締まり（ワシントン条約、ボン条約）がこれに該当する。特に海賊行為は、すべての国に対して海賊を訴追・処罰する権能を与えるとする普遍主義が古くから採用されてきた。さらに国際テロリズムに関する多数国間条約では、普遍主義を採用するだけでなく条約締約国に犯罪の訴追・処罰のための義務を課している。たとえば航空機不法奪取防止条約では、締約国にハイジャック犯を厳重に処罰する義務を課し（第2条）、(a)航空機の登録国、(b)犯人を乗せたままその航空機が着陸した国、(c)賃貸航空機の場合賃借人が主たる営業所を置く国、(d)容疑者を自国領域内で発見した国や容疑者の身柄を自国領域内で抑留している国、こうした国には必要な国内措置を取る義務が課された（第4条）。とくに上記(d)に該当する国には、(a)(b)(c)いずれかの国に容疑者を引き渡すか、引き渡し先の国で実効性のある処罰を期待できない場合には自国で処罰する義務が課される（第7条）。このような、容疑者が領域内に所在する国に対して「引渡しか訴追か」を選択する義務を課す方式は、このほかに爆弾テロ防止条約、テロ資金供与防止条約でも採用されており、「諸国の共通利益を害する犯罪」について規定する多くの条約に採用されている方式である。

### 国際社会全体の名において処罰される犯罪

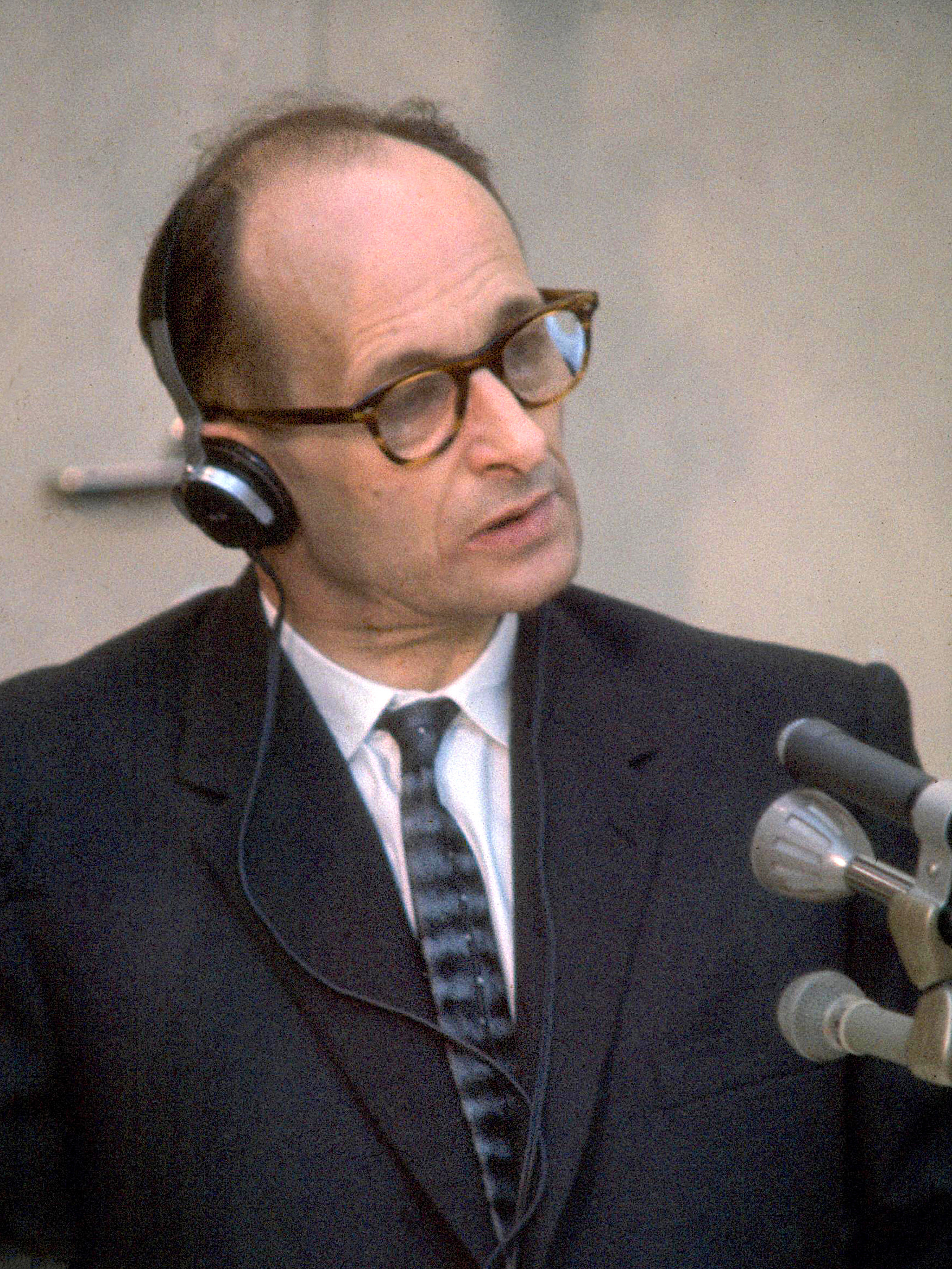
イスラエルで裁判を受けるアドルフ・アイヒマン。ユダヤ人に対する集団殺害罪や「人道に対する罪」に問われた。

国際社会全体の一般利益を侵害する犯罪であるため、個人の刑事責任が国内法を介さずに直接国際法によって成立し、国際刑事裁判所など国際機関によって訴追・処罰される犯罪を「国際社会全体の名において処罰される犯罪」という。第二次世界大戦後に生まれた新しい国際犯罪である。第一次世界大戦後のヴェルサイユ条約においてもドイツ皇帝の戦争責任を追及する規定が置かれていたが（第227条）、このときは皇帝の亡命国オランダが引き渡しを拒否したため訴追が実現しなかった。個人の戦争責任を追及する手続きが初めて実現したのは第二次世界大戦後に設置されたニュルンベルク国際軍事裁判所と極東国際軍事裁判所においてであり、ドイツや日本の戦争指導者たちに対して通例の戦争犯罪に加え、「平和に対する罪」、「人道に対する罪」を適用し処罰した。これらの裁判は裁判所の公正さ、国家行為に関して個人の刑事責任を追及することの実定法としての確立、共同謀議の概念の適用、といった法的問題があったといわれるが、1946年に国連総会はニュルンベルク原則を確認する決議を採択し、国連国際法委員会は「人類の平和と安全に対する罪」の法典化作業を行った。ジェノサイド条約やアパルトヘイト条約は「人道に対する罪」を発展させた条約と言える。これらの条約は、犯罪の構成要件と個人の刑事責任を条約自体が詳細に定め、管轄裁判所として行為地国の裁判所、被告人に対して管轄権を持つ国の裁判所、そして条約締結後に設立されることとなった国際刑事裁判所が条約作成時に設置されることをすでに予定していた。この種の犯罪行為は私人が行うことは事実上不可能に近く、可能性が考えられるのは国家機関やこれに準ずる地位にある個人であるが、そうであったとしても行為の責任を国家に帰属させず個人に刑事責任を課すものである。しかし国家機関に準ずる地位にある個人に対する裁判を国内裁判所が行うことはほとんど期待できない。イスラエルがアルゼンチンに潜伏していた元ナチスのユダヤ人虐殺責任者であったアドルフ・アイヒマンを自国に連行し、ユダヤ人に対する集団殺害罪や「人道に対する罪」により処罰したことがあったが、この時のイスラエルの管轄権の正当性についても疑問視されている。1993年に設立された旧ユーゴスラビア国際刑事裁判所(ICTY)や1994年のルワンダ国際刑事裁判所(ICTR)は安保理決議によって設立された特定の事案にのみ限定された裁判所であったが、安保理の統制に従うことなく独立した司法機能を行使し、裁判の公正さや犯罪の実定法規性について第二次世界大戦後の国際軍事裁判所が抱えた問題点を克服したものとなった。常設的な国際刑事裁判所を設立する条約に関しては1994年に国連国際法委員会作成の条約草案が採択され、1998年に国際刑事裁判所規程が採択、2002年に発効した。同規程は、国際刑事裁判所の裁判の対象となる犯罪を「国際社会全体にとっての関心事項である最も重大な犯罪」に限定し、ジェノサイド、「人道に対する罪」、戦争犯罪、侵略の罪という4つの行為をコアクライムとし管轄としている（第5条第1項）。これまでにコンゴ民主共和国、ウガンダ、中央アフリカ共和国が自国内の事項を国際刑事裁判所に付託したほか、ダルフールの事案に関して安保理が付託している。

## 国家の国際犯罪
国家の国際犯罪は、国家の国際違法行為の中でもその重大性にかんがみ通常の国家責任とは異なる国家の刑事責任を問うべきとする見解であるが、2001年に国連国際法委員会が作成した国家責任条文からは1996年の条文案に見られた「国家の国際犯罪」の概念は削除された。削除された条文案第19条によると、国家の国際犯罪とは「国際社会の基本的利益の保護のため必要不可欠である国際義務の国家による違反から生じ、それゆえにその違反が国際社会全体によって犯罪として認められる国際違法行為」であり、これに該当するものとして侵略、武力による植民地支配の確立・創設、奴隷制・ジェノサイド・アパルトヘイト、大気・海洋の大量汚染が例示されていた。こうした国家の国際犯罪の概念が国家責任の分野で実定国際法として確立できるかどうかといったことや、個人の国際刑事責任や強行規範との関係性など、問題点を指摘する見解もある。